# Station Next
Station Next er en filmskole for børn og unge. Skolen har 3 afdelinger, en i filmbyen i København, Århus Filmværksted i Aarhus og på Faaborg Gymnasium.
Station Next har til formål at fremme unges kendskabet til de levende billeders produktion, historie og pædagogik i Danmark. Filmskolen er stiftet af forskellige danske filmselskaber som Danmarks Radio, TV2 og Zentropa productions ApS.
Man kan gå på filmskolen Væksthuset i 3 år. De forskellige årgange bliver kaldt henholdsvis Roden, som er 1. årgang, Stammen som er 2. årgang og Toppen som er 3. årgang.
Undervisningen på Væksthuset forgår en gang om ugen, hvor der arbejdes med elevernes egne filmproduktioner eller undervises i filmvidenskab. Der produceres mindst to kortfilmsproduktioner årligt. Undervisningen på filmværkstedshuset forgår ofte med en filmprofessionel udover holdets producer. Produktionsdagene er placeret uden for undervisningen, typisk i weekenden.
Station Next tilbyder også heldagsforløb og filmlejrskoler til skoler og gymnasier.
Skolen er finansieret hovedsageligt af Kulturministeriet med støtte fra ungdomsskoler.

## Film produceret på Filmvæksthuset
- Evigt Forandringsblind Stammen 2022[4]
- Telephone Roden 1 2021
- Story Toppen 2008
- Kill Your Darling Stammen 2008
- Hjem kære hjem Roden 1 2008
- Luk øjnene op Roden 2 2008
- Tomme Rum Roden 2004
- Wonder Kid Stammen 2005
- Rejsen Toppen 2005
- Kaffe Terror Stammen 2006
- The Tooth Fairy Toppen 2006
- Ved Flodens Bred Toppen 2007
- Andalusisk For Begyndere Stammen 2007
- Kærlighed Og Østers Roden 2 2007
- Forfatter Uden Ord Roden 1 2007
- SuperMænd Toppen 2007
- Rida Toppen 2007
- 4888669 Stammen 2007
- Smil Stammen 2007
- At Lytte Roden 2 2007
- Operation Banko Roden 1 2007